# Газобетон

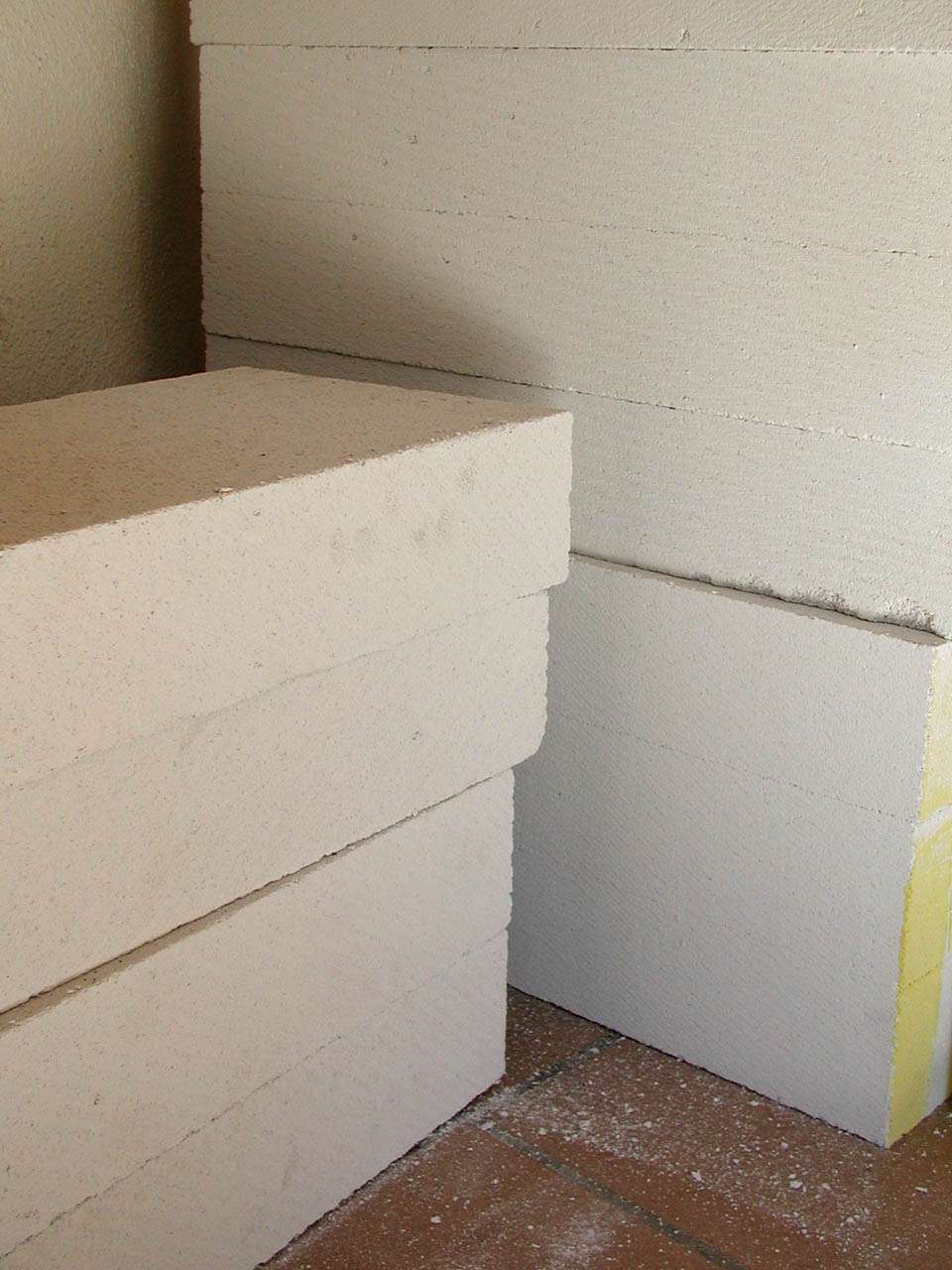
Газобетонні блоки

Газобетон — різновид пористого бетону; будівельний матеріал, штучний камінь з рівномірно розподіленими по всьому об'єму приблизно сферичними, замкнутими один з одним порами діаметром 1-3 мм.
При виробництві цього матеріалу використовуються цемент, кварцовий пісок і спеціалізований газоутворювач, також, до складу суміші при його виготовленні іноді додають гіпс, вапно, промислові відходи, такі, як, наприклад, зола і шлаки металургійних виробництв.
Газоутворення в замішаній на воді суміші обумовлено взаємодією газоутворювача, зазвичай дрібнодисперсного металевого алюмінію з сильнолужним цементним або вапняним розчином. У результаті хімічної реакції утворюються газоподібний водень, який спінює цементний розчин, і алюмінати кальцію.
Пилоподібний алюміній незручний для застосування при замішуванні розчину, бо створює багато пилу. Тому як спеціалізовані газоутворювачі використовують алюмінієві пасти та суспензії.

## Типовий цикл виробництва газобетону
Перемішані сухі інгредієнти змішують з водою, розчин заливають у форму. Відбувається реакція лужного водного розчину гідроксиду кальцію й газоутворювача, що приводить до виділення водню, який і «спучує» суміш. Суміш збільшує обсяг і спучується як тісто. Після попереднього схоплювання цементного розчину, моноліт виймають з форми і розрізають на заготовки блоків, плит, панелей. Після цього розрізані заготовки піддають обробці водяною парою в автоклаві для додання їм остаточної міцності, або висушуються в електронагріваючих сушильних камерах. За технологією остаточної обробки газобетон підрозділяють на «автоклавний» і «неавтоклавний».

## Фізико-механічні властивості
Газобетон легко обробляється: пиляється, свердлиться, стружиться звичайними сталевими інструментами, навіть без твердосплавних напайок. У нього легко забиваються цвяхи, скоби, настановні вироби. З часом газобетон ще більш твердне. Не горючий, тому що складається тільки з мінеральних компонентів.
Має меншу природну радіоактивність у порівнянні зі звичайним бетоном, так як в його склад не входить гранітний щебінь, слюди, — складова частина природних гранітів, мають підвищену природну радіоактивність через концентрацію в цих мінералах торію та урану.
Газобетон широко використовується як будівельний матеріал у всьому світі. В даний час (2014) його виробляють більше 240 заводів у 50 країнах з сумарною потужністю близько 60 млн м³ будівельних виробів з газобетону.

## Застосування
Газобетон застосовують у житловому, комерційному та промисловому будівництві. Основний обсяг споживання займають будівельні (стінові й перегородкові блоки), також застосовуються армовані вироби (перемички та плити перекриття).
У малоповерховому індивідуальному будівництві самонесуча здатність газобетонних блоків дозволяє використовувати їх як матеріал для зовнішніх стін будинків невеликої поверховості (в середньому до трьох поверхів). При будівництві багатоповерхових каркасно-монолітних будинків, коли блоки відіграють роль огороджувальних конструкцій (фасади і перегородки), поверховість практично не обмежена.

## Класифікація газобетонів
За призначенням:
1. конструкційні.
2. конструкційно-теплоізоляційні.
3. теплоізоляційні.

За умовами твердіння:
1. автоклавні (синтезного твердіння) — тверднуть в середовищі насиченої пари при тиску вище атмосферного;
2. неавтоклавні (гідратаційного твердіння) — тверднуть в природних умовах, при електропрогріванні або в середовищі насиченої пари при атмосферному тиску.

За видом в'яжучих і
кремнеземистих компонентів підрозділяють:
1.    За видом основного в'яжучого:
- на вапняних в'яжучих, які складаються з вапна-кипілки більше 50 % за масою, шлаку і гіпсу або добавки цементу до 15 % за масою;
- на цементних в'яжучих, в яких вміст портландцементу 50 % і більше по масі;
- на змішаних в'яжучих, які складаються з портландцементу від 15 до 50 % за масою, вапна або шлаку, або шлако-вапняної суміші;
- на шлакових в'яжучих, які складаються з шлаку більше 50 % за масою в поєднанні з вапном, гіпсом або лугом;

д) на зольних в'яжучих, в яких
вміст високолужних зол 50 % і більше по масі;
2.  За видом кремнеземистого компонента:
- а) на природних матеріалах -тонкомолотому кварцовому та інших пісках;
- б) на вторинних продуктах промисловості — золі-виносу ТЕС, золі гідровидалення, вторинних продуктах збагачення різних руд, відходах феросплавів та інших.

## Історія появи технології виробництва автоклавного газобетону
Для того, щоб зробити структуру бетону пористою, чех Гоффман додав в цементні і гіпсові розчини кислоти, вуглекислі й хлористі солі. Солі, взаємодіючи з розчинами, виділяли газ, який і робив бетон пористим. За винайдений газобетон Гоффман в 1889 році отримав патент, але далі цього у нього справа не пішла.
Задум Гоффмана розвинули американці Аулсворт і Дайер. Як газоутворювач у 1914 році вони використовували порошки алюмінію і цинку. У процесі хімічної реакції цих порошків з гашеним вапном виділявся водень, який і сприяв утворенню в бетоні пористої структури. Це винахід виявився настільки значущим, що його і понині вважають відправною точкою технології виготовлення газобетону.
Свій внесок у справу вдосконалення газобетону (газосилікату) додав шведський архітектор і вчений Юхан Аксель Ерікссон. У своїх дослідженнях він намагався спучувати розчин вапна, кремнеземистих компонентів і цементу за рахунок взаємодії цього розчину з алюмінієвим порошком. Цей підхід увінчався успіхом. У 1929 році в містечку Іксхульт фірмою «Ітонг» (Ytong) був початий промисловий випуск газобетону. Інженерами цієї фірми за основу була взята технологія тепловологістного впливу в автоклавах на вапняно-кремнеземисті компоненти, запатентована в 1880 році німецьким професором В. Міхаелісом. Тільки за перший рік роботи цим підприємством було вироблено 14000 м³ газобетону (газосилікату). Слід зауважити, що фірмою «Ітонг» цемент не застосовувався взагалі.
Дещо інший метод виробництва газобетону впровадила в життя в 1934 році шведська фірма «Сипорекс» (Siporex). Він ґрунтується на застосуванні суміші з портландцементу і кремнеземистого компонента. Вапно в даному випадку не застосовувалася. Автори цього методу — інженери фін Леннарт Форсен і швед Івар Еклунд. Наукові та практичні досягнення вищеперелічених інженерів і стали згодом основою промислового виробництва як газосилікату, так і газобетонів в багатьох країнах світу.

## Переваги та недоліки газобетону

### Переваги
- На виробництво газобетонного виробу потрібно менше цементу, ніж звичайного бетону.
- Газобетон за простотою обробки порівняний із деревом: він легко пиляється, свердлиться.

### Недоліки
- Крихкість. Стіни з газобетону не бояться механічних пошкоджень, але окремі блоки вимагають до себе дбайливого ставлення. Вони просто можуть розкришитися або надломитися.
- Гігроскопічність. Пориста структура є одночасно перевагою і недоліком газоблоків, адже вони забезпечують циркуляцію повітря, але дуже швидко вбирають вологу. Впоратися з проблемою допоможе тільки правильна внутрішня і зовнішня обробка.
- Особлива система кріплень. Через технологічні особливості даного будівельного матеріалу до нього не підходять традиційні елементи кріплення. Додаткові компоненти не входять в комплект для продажу. Тому є досить відчутні додаткові витрати, про які рекламщики замовчують.

## Порівняльна таблиця цегли і газобетону
| Порівняння параметрів цегли та газобетону | Порівняння параметрів цегли та газобетону | Порівняння параметрів цегли та газобетону |
| Параметр                                  | Керамічна цегла                           | Газобетон                                 |
| ----------------------------------------- | ----------------------------------------- | ----------------------------------------- |
| Межа міцності на стиск, кг/см²            | 110÷220                                   | 25÷50                                     |
| Маса стіни (1 м³)                         | 1200÷2000                                 | 700÷900                                   |
| Теплопровідність, Вт/мК                   | 0,32÷0,46                                 | 0,10÷0,12                                 |
| Морозотривкість, циклів                   | 50÷100                                    | 50                                        |
| Вологопоглинання (% до маси)              | 5÷12                                      | 20                                        |
| Вогнетривкість (клас)                     | 1                                         | 1                                         |